# Трошин, Владимир Константинович
Влади́мир Константи́нович Тро́шин (15 мая 1926 — 25 февраля 2008) — советский и российский певец, актёр театра и кино. Народный артист РСФСР (8 октября 1984). Лауреат Сталинской премии второй степени (1951). Известен, в частности, как первый исполнитель популярнейшей песни «Подмосковные вечера».

## Биография
Родился 15 мая 1926 года в посёлке Михайловский Уральской области (ныне — город Михайловск Свердловской области) в многодетной семье токаря Константина Михайловича Трошина (1890—1942). Мать Анна Ивановна Баранникова всю жизнь трудилась домохозяйкой, потому детей было много, да и приусадебное хозяйство: огород, подворье — немалое.
Владимир был десятым из 11 детей в семье. В 1935 году родители переехали в Свердловск.
Окончил музыкальную школу. При этом Владимир долго выбирал, кем стать — геологом, астрономом или врачом. Тем не менее выбрал драмкружок в Дом культуры «Уралмаша», куда пришёл за компанию с другом. Ежегодно кто-то из членов заводского драмкружка пытался поступить в Свердловское театральное училище. В 1942 году вместе со своими приятелями отправился в училище и Владимир Трошин. Успешно сдав экзамены, был принят в число студентов. В составе бригад артистов Трошин выступал в военных госпиталях Свердловска — читал стихи, пел. В 1943 году работал культмассовиком в Парке культуры и отдыха имени Маяковского города Свердловска.
В 1943 году в Свердловске проходил набор учащихся в Школу-студию МХАТ. Из 280 претендентов выбрали четверых, среди них был Трошин. Первую роль — начальника штаба лейтенанта Масленникова в пьесе Константина Симонова «Дни и ночи» — Трошин сыграл в 1946 году. Первой творческой удачей Трошина стал дипломный спектакль в Школе-студии МХАТ «Молодая гвардия», в котором он играл главную роль — Олега Кошевого. В 1947 году Владимир Трошин окончил Школу-студию и был принят в труппу МХАТа. С 1947 по 1988 год Владимир Константинович сыграл в родном театре свыше 80 больших и маленьких ролей. Среди них: Бубнов («На дне» М. Горького), Семён («Плоды просвещения» Л. Н. Толстого), Хлынов («Горячее сердце» А. Н. Островского), Осип («Ревизор» Н. В. Гоголя) и другие.
Участвует в музыкальных спектаклях, в которые для него стали вводить вокальные номера. К спектаклю «Дни и ночи» специально для Трошина композитор Матвей Блантер и поэт Константин Симонов написали песню «Подруженька-гитара». В спектакле «За власть Советов» Трошин играл роль разведчика, и тоже для него было подобрано несколько песен. Для спектакля «Илья Головин» композитор А. Хачатурян написал песню-раздумье «Травушка в поле тропою примята». Большую популярность принесла актёру роль придворного шута Фестэ в спектакле «Двенадцатая ночь» в 1954 году. Здесь у Трошина было 10 музыкальных номеров, написанных композитором Эдуардом Колмановским на стихи поэта П. Г. Антокольского. Один из них — лирическая песенка шута — сразу стала шлягером.
В 1955 году начинает исполнять песни, созданные уже независимо от театра и кино. Звёздный час артиста-певца пробил после исполнения им песни «Подмосковные вечера». Впоследствии, где бы ни гастролировал артист, его визитной карточкой всегда были «Подмосковные вечера», ставшие также своеобразным музыкально-поэтическим символом страны (хотя сам Владимир Трошин однажды признался, что ему самому из его репертуара больше всего нравится песня «Ночной разговор» из кинофильма «Если ты прав…»). За 40 лет активной работы на эстраде он сотрудничал с известными отечественными композиторами и поэтами-песенниками. Это композиторы Э. Колмановский, с музыки которого началась его жизнь на эстраде, М. Блантер, Н. Богословский, М. Фрадкин, В. Соловьёв-Седой, С. Туликов, О. Фельцман, А. Цфасман, Б. Мокроусов, М. Таривердиев, А. Эшпай, А. Лепин, А. Островский, Ю. Саульский, В. Махлянкин, А. Бабаджанян, А. Долуханян, К. Молчанов, В. Мурадели, М. Табачников, О. Строк, И. Симановский, М. Чистов. Поэты: Л. Ошанин, Н. Доризо, В. Орлов, М. Матусовский, Е. Долматовский, И. Шаферан, М. Пляцковский, В. Харитонов, А. Поперечный, С. Островой, Е. Евтушенко, А. Фатьянов, Л. Дербенёв и другие. Такие песни, как «Берёзы», «Одинокая гармонь», «Тишина», «Морзянка», «Зелёный огонёк», «Ночной разговор», «Люди в белых халатах», «Товарищ мой», «Журавлёнок», «А годы летят», «Рано или поздно», «Светлана», «Тихий дождь», «Идут белые снеги», «Наши мамы», «Жду весну» и многие другие в его исполнении, стали отечественной песенной классикой. В общей сложности Владимир Трошин исполнил более 2 тысяч песен, вышло около 700 записей певца, и около 150 компакт-дисков с его участием. С концертами Владимир Трошин не раз объехал всю Россию, много гастролировал за рубежом: в Японии, Израиле, Франции, Югославии, Чехословакии, Болгарии, США, Германии.
Голос Трошина — небольшой, низкий мягкий баритон. Поклонники артиста говорят об уникальном, всегда узнаваемом тембре и о задушевной, доверительной интонации исполнения.
Трошин снялся в 25 кинофильмах, таких как «Олеко Дундич», «Гусарская баллада», «Дело было в Пенькове», «Из жизни Фёдора Кузькина», «Вход в лабиринт», «Серые волки», «Старый Новый год». На экране Трошину часто приходилось играть вождей и политических лидеров. Он сыграл Климента Ворошилова, сэра Уинстона Черчилля, Николая Подгорного. В 1991 году выступил в роли Михаила Горбачёва, в совместном советско-американском телефильме «Чернобыль: Последнее предупреждение». Песни в исполнении Владимира Трошина звучат за кадром в 69 фильмах. Многие из них, такие как «За фабричной заставой» и «Мы жили по соседству», сразу становились известными и получали самостоятельную жизнь на эстраде. Владимир Трошин много дублировал переводные фильмы. Около сотни героев зарубежных картин говорят его голосом.
В 1999 году выступил на фестивале «Песня года» с песней «Подмосковные вечера», прошедшей финальным номером.
В 2001 году Владимир Трошин и Лев Барашков сыграли против Заура Тутова и Олега Ухналёва в программе «Два рояля»; выпуск был посвящён Дню Победы.
24 мая 2006 года был гостем программы «Рождённые в СССР» с Владимиром Глазуновым на телеканале Ностальгия.
В том же году был гостем авторской программы Олега Нестерова «По волне моей памяти» (Канал «Время» — Первый канал. Всемирная сеть).
В 2006—2007 годах Трошин перенёс две операции: ему удалили селезёнку и паховую грыжу. После новогодних праздников 2008 года был госпитализирован снова в НИИ переливания крови из-за обострения лейкемии. В последний раз он вышел на сцену 19 января в концерте-спектакле «Слушай, Ленинград», посвящённый 65-летию прорыва Ленинградской блокады, где исполнил песни «Подмосковные вечера» и «Серёжку с Малой Бронной…». После выступления вернулся в больницу. 23 февраля его здоровье резко ухудшилось, и певца перевели в реанимацию.
Скончался 25 февраля 2008 года от лейкемия. Прощание с В. Трошиным состоялось 28 февраля в Белом зале Союза кинематографистов России. В тот же день артиста похоронили 28 февраля 2008 года на Троекуровском кладбище Москвы (6 уч.).
В Екатеринбурге установлена мемориальная плита Владимиру Трошину на фасаде дома № 17 по улице Ильича, где он жил с 1935 по 1943 годы. На памятной доске его портрет и нотный фрагмент песни «Подмосковные вечера».
В Михайловском краеведческом музее выставлена богатая экспозиция, посвящённая знаменитому земляку.

### Личная жизнь
Жена — Раиса Тимофеевна Трошина (в девичестве Жданова), балерина Большого театра. 2 ноября 2010 года Раисы Трошиной не стало. Её брат Юрий Жданов, также танцовщик, выступал с Галиной Улановой в балете «Ромео и Джульетта», а второй брат — Леонид Жданов — долгое время был ведущим педагогом балета Большого театра. У Раисы Тимофеевны был прекрасный слух и неплохие вокальные данные, и они вместе с мужем любили дома петь дуэтом. Жена помогала Трошину, делая критические замечания по поводу исполнения его песен, и часто оказывалась права.
Сын — Константин Владимирович Трошин (род. 1959), в детстве увлекался гитарой, слух у него был, как и у родителей, прекрасный. Сын окончил музыкальную школу, но музыкантом стать не захотел.
Владимир Трошин увлекался рыбалкой и охотой. В своих интервью он говорил, что очень любит природу, озёра и реки. Все свободное время, особенно в последние годы, он вместе со своей женой проводил на природе. «У нас с Раечкой общая и давняя любовь к природе», — часто говорил артист в своих интервью.
У Трошиных была дача под Мстёрой, которую артист построил после того, как продал дачу под Москвой.

## Признание и награды

### Государственные
- Орден Почёта (3 апреля 2002 года) — за многолетнюю плодотворную деятельность в области культуры и искусства, большой вклад в укрепление дружбы и сотрудничества между народами[4]
- Орден Дружбы (2 мая 1996 года) — за заслуги перед государством, многолетнюю плодотворную деятельность в области культуры и искусства[5]
- Благодарность мэра Москвы (11 мая 2006 года) — за вклад в развитие эстрадного искусства, активную общественную деятельность и в связи с 80-летием со дня рождения[6]

### Общественные
- орден Петра Великого I степени
- орден «Великая Победа»
- орден «Служение и честь»

### Премии и звания
- 1951 — Сталинская премия второй степени — за исполнение роли Ивана Яркина в пьесе «Вторая любовь» Е. Ю. Мальцева и Н. А. Векстерн
- 1967 — Заслуженный артист Марийской АССР[7]
- 16 июля 1969 — заслуженный артист РСФСР
- 8 октября 1984 — народный артист РСФСР
- Премия города Москвы 2006 года в области литературы и искусства (по номинации «эстрадное искусство») (31 июля 2006 года) — за заслуги в развитии музыкального искусства и многолетнюю творческую деятельность[8]

### Членство в организациях
- Союза театральных деятелей России
- Союза кинематографистов СССР и Союза кинематографистов России
- Международного союза деятелей эстрадного искусства
- Гильдии актёров кино России

## Творчество
Иполнительское искусство артиста отличалось глубоким проникновением в замысел автора, задушевностью, искренностью, сочетанием высокой артистичности с неповторимыми по своему обаянию вокальными данными. Каждая песня, которую он поёт, — это спектакль голоса, мимики, жеста, спектакль полутонов, разнообразия интонаций.
Выйдя на эстраду в 1955 году с исполнением песен советских композиторов, он сразу привлёк к себе внимание разнообразной тематикой. Трошин пел о любви, о врачах, журналистах, космонавтах. За три месяца до старта Юрия Гагарина в космос Трошин впервые исполнил на Всесоюзном радио песню Оскара Фельцмана на стихи Владимира Войновича «14 минут до старта» («Заправлены в планшеты космические карты…»).
В 1956 году Владимир Трошин был приглашён на Студию документальных фильмов для записи песен для документальной ленты «Спартакиада народов СССР». Здесь он случайно услышал мелодию песни «Подмосковные вечера» Василия Соловьёва-Седого. Трошин спел «Подмосковные вечера» так, что песня с первого дубля вошла в кинофильм.
С 1991 года периодически совместно с другими исполнителями 1950—1970-х годов (Капиталиной Лазаренко, Ириной Бржевской, Тамарой Миансаровой) принимал участие в программах-ретро, посвящённых советской песне. Эстрада сблизила Трошина не только с композиторами и поэтами, но и с такими выдающимися исполнителями как Марк Бернес, Лидия Русланова, Клавдия Шульженко. Владимир Трошин принимал участие в концертах Марлен Дитрих в Москве. В последний период жизни В. К. Трошин расширил круг своих музыкальных исканий, обратившись к творчеству Сергея Есенина, русскому романсу, бардовской песне.
О своём родном посёлке Михайловский, в котором родился артист, он исполнил песню «Михайловский вальс».
На Урале проводился Фестиваль трошинской песни. 29 апреля 2003 года прошёл творческий вечер Владимира Трошина «Всё, что на сердце у меня…» в ГЦКЗ «Россия», по окончании которого на Площади звёзд перед концертным залом состоялась церемония открытия его именной звезды. 16 мая 2006 года творческий вечер Владимира Трошина с тем же названием, посвящённый 80-летию артиста, прошёл в Концертном зале имени П. И. Чайковского.

В песне «Вот не везёт» (А. Владимирцов — К. Рыжов), исп. Хиль, Эдуард: 
Я не пойму, я не пойму, чем же я парень нехороший,
Мне говорил дядин свояк, что я пою почти как Трошин...

### Избранные песни репертуара
- В землянке (К. Листов — А. Сурков)
- Веришь, не веришь (А. Островский — Л. Ошанин)
- Вторая молодость (А. Морозов — М. Рябинин)
- Город уснул (С. Туликов — Б. Дворный)
- Дорогой длинною (Б. Фомин — К. Подревский)
- Дружба (В. Сидоров — А. Шмульян)
- Дым (Дж. Керн — Т. Сикорская)
- Журавли (В. Мурадели — П. Барто)
- За фабричной заставой (М. Фрадкин — Е. Долматовский)
- И на Марсе будут яблони цвести (В. Мурадели — Е. Долматовский)
- Как жаль (М. Чистов)
- Ласковая песня (М. Фрадкин — Е. Долматовский)
- Моему другу (Н. Богословский — М. Матусовский)
- Морзянка (М. Фрадкин — М. Пляцковский)
- Мосты (А. Бабаджанян — В. Орлов)
- Мы жили по соседству (М. Фрадкин — Е. Долматовский)
- Над заливом (А. Триллинг — Н. Добржанская)
- Не грусти (В. Мурадели — Я. Халецкий)
- Ночной разговор (М. Фрадкин — В. Лазарев)
- О годах забывая (С. Колмановский — Б. Дубровин)
- Одинокая гармонь (Б. Мокроусов — М. Исаковский)
- Остаюсь на опасном посту (М. Табачников — Е. Долматовский)
- Отчего, почему (А. Эшпай — В. Котов)
- Подмосковные вечера (В. Соловьёв-Седой — М. Матусовский)
- Помнишь, мама (Н. Богословский — Н. Доризо)
- Прости меня (Э. Колмановский — И. Шаферан)
- Сердце моё (В. Шаинский — В. Харитонов)
- Старая пластинка (Ю. Левитин — М. Матусовский)
- Старые пилоты (О. Фельцман — Я. Хелемский)
- Талисман (Е. Жарковский — М. Танич)
- Течёт река Волга (М. Фрадкин — Л. Ошанин)
- Тишина (Э. Колмановский — В. Орлов)
- Только раз (Б. Фомин — П. Герман)
- Ты не печалься (М. Таривердиев — Н. Добронравов)
- Ты рядом со мной (Б. Мокроусов — Н. Глейзаров)
- Четырнадцать минут до старта (В. Войнович — О. Фельцман)
- Шаги (Я. Френкель — А. Поперечный)
- Я никуда не тороплюсь (И. Симановский)
- Я сказал тебе не все слова (А. Эшпай — В. Карпеко)

- Эх, дороги… (А. Новиков — Л. Ошанин)

### Избранная дискография
- 1973 — Владимир Трошин — Владимир Трошин (грампластинка, «Мелодия» Д 035117-18)
- 1979 — Владимир Трошин — Песни из кинофильмов (грампластинка, «Мелодия» С60 12823-4)
- 2002 — Владимир Трошин — Лучшие песни разных лет (CD, серия «Звёзды, которые не гаснут»)
- 2006 — Владимир Трошин — Золотая коллекция ретро (2CD, «Bomba Music» BoMB 033—219/220)

### DVD
- 2006 — Золотая коллекция ретро — Владимир Трошин («BOMBA MUSIC»)

### Роли в театре
- 1947 — «Дни и ночи» по повести К. М. Симонова — лейтенант Масленников. Режиссёры М. Кедров, Герасимов, Карев; художник Шифрин.
- 1949 — «Илья Головин» С. Михалкова. Режиссёры Н. Горчаков, В. Топорков, М. Яншин; художник Веселкин
- 1954 — «За власть Советов» В. Катаева. Режиссёры М. Кедров, Н. Горчаков, Герасимов, художник Плахова
- 1955 — «Двенадцатая ночь» У. Шекспира — шут Фесте
- 1956 — «Кремлёвские куранты» Н. Погодина (2-я редакция) — В. И. Ленин. Режиссёры М. Кнебель, И. Раевский, В. Марков; художники В. Дмитриев, Серебрякова. В ролях: Ленин — Б. Смирнов, Забелин — Б. Н. Ливанов, Часовщик — Б. Петкер
- 1956 — «Беспокойная старость» Л. Рахманова. Режиссёр Н. Горчаков, художник Силич. В роли Полежаева — Ю. Кольцов
- 1958 — «Зимняя сказка» У. Шекспира. Режиссёр-постановщик М. Кедров, режиссёр Карев, художник Рындин
- 1961 — «Три толстяка» Ю. К. Олеши, М. Горюнова. Режиссёры В. Богомолов, М. Горюнов, художник Л. Батурин.
- 1962 — «Дом, где мы родились» («Третья сестра») П.Когоута. Режиссёр Монюков, художник Стенберг.
- 1964 — «Иду на грозу» по Д. Гранину. Режиссёр В. Богомолов, художник Э. Стенберг
- 1964 — «Свет далекой звезды» А.Чаковского и П. Павловского
- 1966 — «На дне» М. Горького — Бубнов
- 1969 — «Ревизор» Н. В. Гоголя — Осип
- 1973 — «Старый Новый год» М. Рощина — Любин муж. Режиссёр-постановщик О. Ефремов, режиссёры О. Герасимов и В. Сергачёв; художники А. Спешнева, Н. Серебряков.
- 1978 — «Живи и помни» по повести В. Г. Распутина — Нестор
- 1981 — «Так победим!» М. Шатрова — Харитон. Постановка О. Ефремова; режиссёр Р. Сирота. Художник Н. Ткачук, костюмы Е. Афанасьевой. Роли исполняли: Ленин — А. Калягин
- «Молодая гвардия» по роману А. Фадеева — Олег Кошевой[11]

### Роли в кино
- 1951 — Тарас Шевченко — крепостной-бунтовщик
- 1956 — Они были первыми
- 1956 — На подмостках сцены — Тимченко, гусар
- 1957 — На графских развалинах
- 1957 — Дело было в Пенькове — лектор Крутиков
- 1958 — Человек с планеты Земля
- 1958 — Олеко Дундич — Ворошилов
- 1958 — День первый
- 1959 — Золотой эшелон
- 1962 — Гусарская баллада
- 1963 — Большие и маленькие — Коробов
- 1964 — Большая руда — водитель
- 1967 — Татьянин день — приятель Самсонова
- 1968 — Крах — Уинстон Черчилль
- 1969 — Похищение
- 1979 — Своё счастье
- 1980 — Визит в Ковалёвку — Александр Стрельников
- 1980 — У матросов нет вопросов
- 1980 — Старый Новый год — Любин муж
- 1980 — Странный отпуск — Уралов, дирижёр
- 1985 — Битва за Москву — Ворошилов
- 1989 — Сталинград — Ворошилов
- 1989 — Из жизни Фёдора Кузькина — секретарь обкома КПСС
- 1989 — Вход в лабиринт — Обоимов
- 1989 — В городе Сочи тёмные ночи — Ворошилов
- 1991 — Чернобыль: Последнее предупреждение — М. С. Горбачёв
- 1991 — Волкодав
- 1993 — Трагедия века — Ворошилов
- 1993 — Серые волки — Н. В. Подгорный
- 1993 — Русская певица
- 1997 — На заре туманной юности — Бехтеев

### Озвучивание мультфильмов
- 1964 — Дядя Стёпа — милиционер — дядя Стёпа
- 1966 — Буквы из ящика радиста — вокал
- 1968 — Русалочка — принц
- 1969 — Десять лет спустя — папа / мушкетёры / вокал
- 1970 — Сказка сказывается — Иванушка

## Телепередачи
- «Владимир Трошин. „Как уходили кумиры“» («ДТВ», 2009)
- «Владимир Трошин. „Острова“» («Культура», 2011)

## Сочинения
- Мои годы — россыпь самоцветов. — М.: Вече, 2007.